# Lioplacis
Lioplacis là một chi bọ cánh cứng trong họ Chrysomelidae.
Chi này được miêu tả khoa học năm 1843 bởi Chevrolat.

## Các loài
Chi này gồm các loài:
- Lioplacis caratubae Buzzi, 1977